# Elaeodendron ehrenbergii
Elaeodendron ehrenbergii är en benvedsväxtart som beskrevs av Ignatz Urban. Elaeodendron ehrenbergii ingår i släktet Elaeodendron och familjen Celastraceae. Inga underarter finns listade.